# Javier Irureta
Javier Iruretagoiena Amiano (Irún, Guipúzcoa,  1 de abril de 1948), más conocido como Javier Irureta o Jabo Irureta, es un exfutbolista y exentrenador español que entrenó por última vez al Real Zaragoza en la temporada 2008.
Irureta es conocido tanto por sus éxitos como jugador en el Atlético de Madrid y el Athletic Club, como por sus éxitos como entrenador, habiendo ganado la Liga, la Copa y dos Supercopas de España con el R. C. Deportivo de La Coruña. Es después de Luis Aragonés, con 612 partidos, el técnico con más partidos en la Primera División de España.

## Trayectoria

### Como jugador
Formado en las categorías inferiores del Real Unión Club de Irún, permaneció en el club irundarra hasta 1967, año en el que ingresa en las filas del Atlético de Madrid. Debutó con el club madrileño en la Primera División, el 17 de diciembre de 1967, en un partido disputado en el Calderón ante la Unión Deportiva Las Palmas. Permaneció en el club ocho temporadas, disputando 208 partidos de Liga. Con este equipo consiguió a nivel nacional, dos Ligas y un subcampeonato liguero, además de una Copa del Generalísimo. A nivel internacional se proclamó subcampeón de la Copa de Europa de 1974, en la que formó como titular en la final ante el Bayern de Múnich. En la siguiente temporada, se proclamó campeón de la Copa Intercontinental, marcando el primer gol de su equipo ante el Club Atlético Independiente en el partido de vuelta.
En 1975 fichó por el Athletic Club, a cambio de 25 millones de pesetas. El club vasco estaba llevando a cabo la Operación Retorno, fichando a varios de los mejores jugadores que se encontraban jugando fuera del País Vasco o Navarra. En el equipo bilbaíno jugó cinco temporadas, disputando 170 partidos (29 goles). Además con el Athletic disputó la final de la Copa de la UEFA de 1977, en la que el Athletic Club perdió contra la Juventus Football Club. Al finalizar la temporada 1979/80 se retiró de los terrenos de juego. En su carrera como futbolista ocupó las demarcaciones de delantero y centrocampista y disputó un total de 344 partidos en la Primera División, marcando 70 goles.

### Como entrenador
Sestao Sport Club (1984-88)
En 1984 empezó su carrera como entrenador como técnico del Sestao durante cuatro temporadas, logrando un ascenso a Segunda División en su primera temporada. Y rozando el ascenso a Primera División
CD Logroñés (1988-89)
En 1988 fichó por un equipo de la Primera División española, el Club Deportivo Logroñés. Su debut como entrenador en Primera División se produjo en la jornada 1 (3 de septiembre de 1988) en un partido en el que el Logroñés ganó por un gol a cero al club donde Irureta consiguió sus mayores logros como futbolista, el Club Atlético de Madrid. Irureta estuvo en el banquillo del Club Deportivo Logroñés hasta la jornada 20, en la que fue destituido. En esa ocasión su equipo se enfrentó por segunda vez al Club Atlético de Madrid y cayó derrotado.
Real Oviedo (1989-93)
En 1989 empezó a entrenar al Real Oviedo, equipo en el que permanece cuatro temporadas. Su mayor logro lo consiguió en la temporada 1990-91, ya que el Real Oviedo acabó sexto clasificado del campeonato de Liga, consiguiendo un puesto para disputar la Copa de la UEFA por primera vez en la historia del club. Fue cesado tras las 19 primeras jornadas de la campaña 1992-93.
Real Racing Club (1993-94)
En la temporada 93-94, dirigió al Real Racing Club, consiguiendo un octavo puesto en la Liga.
Athletic Club (1994-95)
Al año siguiente pasó a entrenar al que fuera su último equipo como jugador, el Athletic Club. Dimitió antes de finalizar la temporada 1994-95, dejando al equipo vizcaíno en 11.º puesto tras 26 jornadas.
Real Sociedad (1995-97)
A mediados de la temporada siguiente, sustituyó a Salvador Iriarte en el banquillo de la Real Sociedad de Fútbol, llevándolo a la 7.ª posición de Liga. Permaneció otra temporada al frente del equipo txuri-urdin, terminando como 8.º clasificado.
Celta de Vigo (1997-98)
En 1997, ingresó en el Real Club Celta de Vigo, donde consiguió un sexto puesto en la Liga española de fútbol, clasificando al equipo para la Copa de la UEFA.
Deportivo de La Coruña (1998-2005)
El Real Club Deportivo de La Coruña fue el club en el que Irureta permaneció más años como primer entrenador y con el que logró sus mayores éxitos.
Tras clasificar al Celta de Vigo para la Copa de la UEFA en mayo de 1998, el club vigués e Irureta no alcanzaron un acuerdo para renovar el contrato del entrenador. Augusto César Lendoiro, presidente del Deportivo de La Coruña, le ofreció el puesto de entrenador de este club, y él aceptó la oferta. Ganó una Liga (1999-00), la primera en la historia del equipo; y además consiguió dos subcampeonatos y dos terceros puestos. Ganó también una Copa del Rey (temporada 2001-2002), conocida esta popularmente como el "centenariazo", ya que se produjo contra el Real Madrid CF, en el Estadio Santiago Bernabéu, en el día exacto en que dicho club cumplía 100 años. Además, logró dos Supercopas de España y llevó a su equipo a semifinales de la Copa de Europa en la temporada 2003-04 y a cuartos de final en otras dos ocasiones (2000-01 y 2001-02). Abandonó el club gallego al finalizar la temporada 2004-05, dejando al equipo en 8.º puesto.
Real Betis (2006)
En 2006, fichó por el Real Betis Balompié, aunque no consiguió acabar la temporada, siendo sustituido por Luis Fernández a finales de año debido a que el equipo estaba en puestos de descenso.
Real Zaragoza (2008)
El 22 de enero de 2008, sustituyó como entrenador a Ander Garitano en el banquillo del Real Zaragoza; pero poco tiempo después, el 3 de marzo, dimitió tras 4 derrotas consecutivas con el equipo maño.
Irureta se ha sentado en 614 ocasiones en los banquillos de la Primera División de España.
Última etapa
El 9 de julio de 2009, aceptó el cargo de director deportivo del Athletic Club.
El 11 de mayo de 2011 fue presentado como co-seleccionador de Euskadi junto a Miguel Etxarri, en sustitución de José Ángel Iribar. Sin embargo, dejó tanto este puesto como el de director deportivo del Athletic dos meses después.

## Selección nacional
Fue internacional con la Selección española, en seis ocasiones, entre 1972 y 1975. Su debut como internacional fue el 23 de mayo de 1972 en el partido España 2-0 Uruguay.

## Clubes

### Como jugador
| Club                    | País   | Año       | Partidos | Goles |
| ----------------------- | ------ | --------- | -------- | ----- |
| Real Unión Club de Irún | España | 1965-1967 |          |       |
| Club Atlético de Madrid | España | 1967-1975 | 277      | 68    |
| Athletic Club           | España | 1975-1980 | 170      | 29    |

### Como entrenador
| Club                             | País   | Año       | P   | PG  | PE | PP  | % v.  |
| -------------------------------- | ------ | --------- | --- | --- | -- | --- | ----- |
| Sestao River Sport Club          | España | 1984-1988 | 186 | 87  | 41 | 58  | 46.77 |
| Club Deportivo Logroñés          | España | 1988-1989 | 21  | 5   | 9  | 7   | 23.81 |
| Real Oviedo                      | España | 1989-1993 | 156 | 54  | 49 | 53  | 34.62 |
| Real Racing Club de Santander    | España | 1993-1994 | 42  | 17  | 9  | 16  | 40.47 |
| Athletic Club                    | España | 1994-1995 | 35  | 13  | 9  | 13  | 37.14 |
| Real Sociedad de Fútbol          | España | 1995-1997 | 72  | 31  | 19 | 22  | 43.06 |
| Real Club Celta de Vigo          | España | 1997-1998 | 44  | 22  | 9  | 13  | 50    |
| Real Club Deportivo de La Coruña | España | 1998-2005 | 377 | 187 | 90 | 100 | 49.6  |
| Real Betis Balompié              | España | 2006      | 17  | 4   | 5  | 8   | 23.53 |
| Real Zaragoza                    | España | 2008      | 6   | 1   | 1  | 4   | 16.67 |

### Como director de fútbol base
| Club          | País   | Año       |
| ------------- | ------ | --------- |
| Athletic Club | España | 2009-2011 |

### Como seleccionador
| Selección                      | Año  |
| ------------------------------ | ---- |
| Selección de fútbol de Euskadi | 2011 |

## Palmarés

### Campeonatos nacionales

#### Como jugador
| Título                     | Club                    | País   | Año  |
| -------------------------- | ----------------------- | ------ | ---- |
| Primera División de España | Club Atlético de Madrid | España | 1970 |
| Primera División de España | Club Atlético de Madrid | España | 1973 |
| Copa del Rey               | Club Atlético de Madrid | España | 1972 |

#### Como entrenador
| Título                     | Club                             | País   | Año  |
| -------------------------- | -------------------------------- | ------ | ---- |
| Primera División de España | Real Club Deportivo de La Coruña | España | 2000 |
| Supercopa de España        | Real Club Deportivo de La Coruña | España | 2000 |
| Copa del Rey               | Real Club Deportivo de La Coruña | España | 2002 |
| Supercopa de España        | Real Club Deportivo de La Coruña | España | 2002 |

### Copas internacionales

#### Como jugador
| Título                     | Club                    | País   | Año  |
| -------------------------- | ----------------------- | ------ | ---- |
| Copa Intercontinental      | Club Atlético de Madrid | España | 1974 |
| Subcampeón Copa de Europa  | Club Atlético de Madrid | España | 1974 |
| Subcampeón Copa de la UEFA | Athletic Club           | España | 1977 |